# هاتریوین
| سامانه  | ردیف    | اشکوب      | سن (میلیون سال) |
| ------- | ------- | ---------- | --------------- |
| پالئوژن | پالئوسن | دانین      | → پس از آن      |
| کرتاسه  | پسین    | ماستریختین | ۶۶–۷۲,۱         |
| کرتاسه  | پسین    | کامپانین   | ۷۲,۱–۸۳,۶       |
| کرتاسه  | پسین    | سانتونین   | ۸۳,۶–۸۶,۳       |
| کرتاسه  | پسین    | کنیاسین    | ۸۶,۳–۸۹,۸       |
| کرتاسه  | پسین    | تورونین    | ۸۹,۸–۹۳,۹       |
| کرتاسه  | پسین    | سنومانین   | ۹۳,۹–۱۰۰,۵      |
| کرتاسه  | پیشین   | آلبین      | ۱۰۰,۵–~۱۱۳      |
| کرتاسه  | پیشین   | آپتین      | ~۱۱۳–~۱۲۵       |
| کرتاسه  | پیشین   | بارمین     | ~۱۲۵–~۱۲۹,۴     |
| کرتاسه  | پیشین   | هاتریوین   | ~۱۲۹,۴–~۱۳۲,۹   |
| کرتاسه  | پیشین   | والانجینین | ~۱۳۲,۹–~۱۳۹,۸   |
| کرتاسه  | پیشین   | بریاسین    | ~۱۳۹,۸–~۱۴۵     |
| ژوراسیک | پسین    | تیتونین    | → پیش از آن     |

هاتریوین (انگلیسی: Hauterivian) در مقیاس زمانی زمین‌شناسی، یک اشکوب یا عصر از دور کرتاسه پیشین به‌شمار می‌رود. هاتریوین در ستون چینه‌شناسی پس از اشکوب والانجینین و پیش از بارمین جای می‌گیرد. عصر هاتریوین از حدود ۲ ± ۱۳۲٫۹ میلیون سال پیش آغاز شده و تا حدود ۱٫۵ ± ۱۲۹٫۴ میلیون سال پیش ادامه یافت.

## نام‌گذاری
نام اشکوب هاتریوین از نام شهر هاتروی در کرانه دریاچه نوشاتل سوئیس گرفته شده است. این اشکوب در سال ۱۸۷۳ توسط زمین‌شناس سوئیسی ایگن رنویر به متون علمی دنیا معرفی شد.